# Dendrofobia
La dendrofobia es un trastorno psicológico que se define como un persistente e incontrolable miedo a los árboles. Quienes padecen de esta condición temen a los árboles y a todo lo que se relaciona con ellos: hojas, ramas, raíces, etc.
Dendrofobia es una palabra compuesta por dendro (del gr. δένδρος déndros «árbol») y fobia (palabra derivada de Fobos, en griego antiguo Φόβος, «pánico».

## Síntomas
Sus síntomas principales son muy similares a todos aquellos de las fobias extremas. Estos incluyen: 
- ataques de pánico agudos;
- dificultad para respirar;
- sudoración excesiva;
- vértigo;
- náuseas;
- palpitaciones.

Según el grado de la fobia de cada persona en particular, estos síntomas pueden ser más o menos marcados.
La terapia consiste naturalmente en afrontar los propios temores, pero también pueden ser útiles las disciplinas que regulan las energías internas del cuerpo humano. En la mayoría de los casos, aquellos que padecen dendrofobia no son conscientes de tener una fobia.